# Загаштоков, Замир Мухадинович
Замир Мухадинович Загаштоков (род. 20 октября 1990, Малка, Кабардино-Балкарская АССР) — российский борец греко-римского стиля, призёр чемпионата России.

## Спортивная карьера
Родился в с. Малка, здесь же начал заниматься борьбой, в течение 10 лет тренировался у Заура Мурзаканова. В мае 2013 года в Санкт-Петербурге завоевал бронзовую медаль чемпионата России. В июне 2013 года пропал без вести, однако позже выяснилось, что он поехал в Сирию воевать на стороне оппозиционных войск. В январе 2014 года был объявлен в международный розыск. Находился в списке террористов и экстремистов Росфинмониторинга

## Основные достижения
- Гран-при Ивана Поддубного 2012 — ;
- Гран-при Ивана Поддубного 2013 — ;
- Чемпионат России по греко-римской борьбе 2013 — ;

## Личная жизнь
Учился на юридическом факультете одного из московских университетов.